# Kropff (Adelsgeschlecht)

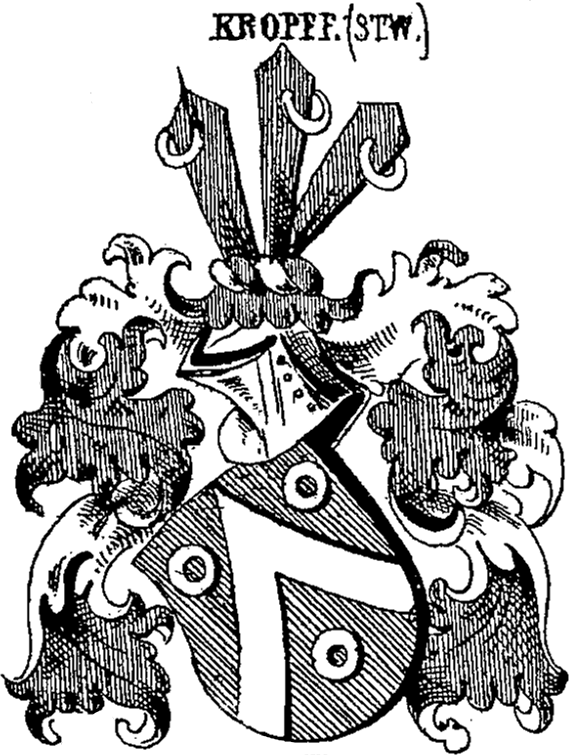
Stammwappen derer von Kropff in Siebmachers Wappenbuch

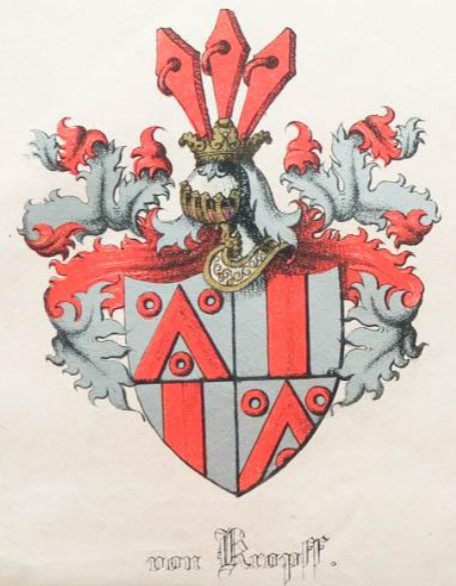
Vermehrtes Wappen derer von Kropff (1560)

Kropff ist der Name eines deutschen Adelsgeschlechts.

## Geschichte
Die Stammreihe des Geschlechts beginnt mit Valentin Heinrich Kropff, Hauptmann und Amtsverweser in Gröningen im Erzbistum Magdeburg, der am 19. März 1553 vom Erzbischof einen Wappenbrief erhielt. Sein Sohn Valentin erhielt am 8. August 1546 in Landshut einen kaiserlichen Schutzbrief. Am 5. November 1560 wurde der Sohn des vorgenannten, Valentin Kropff, Amtmann und Erbsaß zu Gröningen, in Wien einschließlich Wappenbesserung mit Krone in den Reichsadelsstand erhoben. Die Immatrikulation in die Bayerische Ritterschaft erfolgte am 9. Juni 1817 für Friedrich Wilhelm Heinrich Alexander von Kropff (1790–1826), bayerischer Oberleutnant im 13. Linien-Infanterie-Regiment. Die Familie besaß u. a. von 1622 bis 1866 Rittergut Cattenstedt. Am 21. September 1906 wurde ein Familienverband, mit damaligem Sitz in Zeutsch, das seit dem 17. Jahrhundert bei der Familie war, gegründet.

## Wappen
- Blasonierung des Stammwappens: In Rot ein silberner Sparren begleitet von drei (2:1) silbernen Ringen. Auf dem rot-silbern bewulsteten Helm mit rot-silbernen Helmdecken drei rote Zeltpfähle mit silbernen Ringen.
- Blasonierung des vermehrten Wappens (1560): Geviert, die Felder 1 und 4: in Silber, ein von drei (2:1) roten Ringen begleiteter roter Sparren (alternativ wie Stammwappen), die Felder 2 und 3: in Silber ein roter Pfahl. Auf dem gekrönten Helm mit rot-silbernen Decken, drei rote Zeltpfähle mit Ringen.

## Angehörige
- Dietrich Siegmund von Kropff (1580–1657), Oberhauptmann und Besitzer des Rittergutes Cattenstedt
- Christoph Sigismund von Kropff (1629–1693), Oberforstmeister
- Heinrich von Kropff (1738–1819), preußischer Generalmajor
- Carl Philipp von Kropff (1748–1820), Forstmann
- Karl von Kropff (1793–1872), preußischer Generalleutnant
- Paul von Kropff (1832–1898), preußischer Generalleutnant
- Dr. jur. Ernst Heinrich Alfred Benjamin von Kropff (1842–1919), Landrat, Kammerherr und Geheimer Regierungsrat, 1895–1912 Mitglied des Landtags des Herzogtums Sachsen-Altenburg
- Hugo von Kropff (1847–1909), preußischer Generalmajor
- Hans Walter Raimund von Kropff (1879–1914), preußischer Leutnant, Schriftsteller, 1904 Chefredakteur der Tsingtauer Neueste Nachrichten
- Wieprecht von Kropff (1908–1978), Landrat

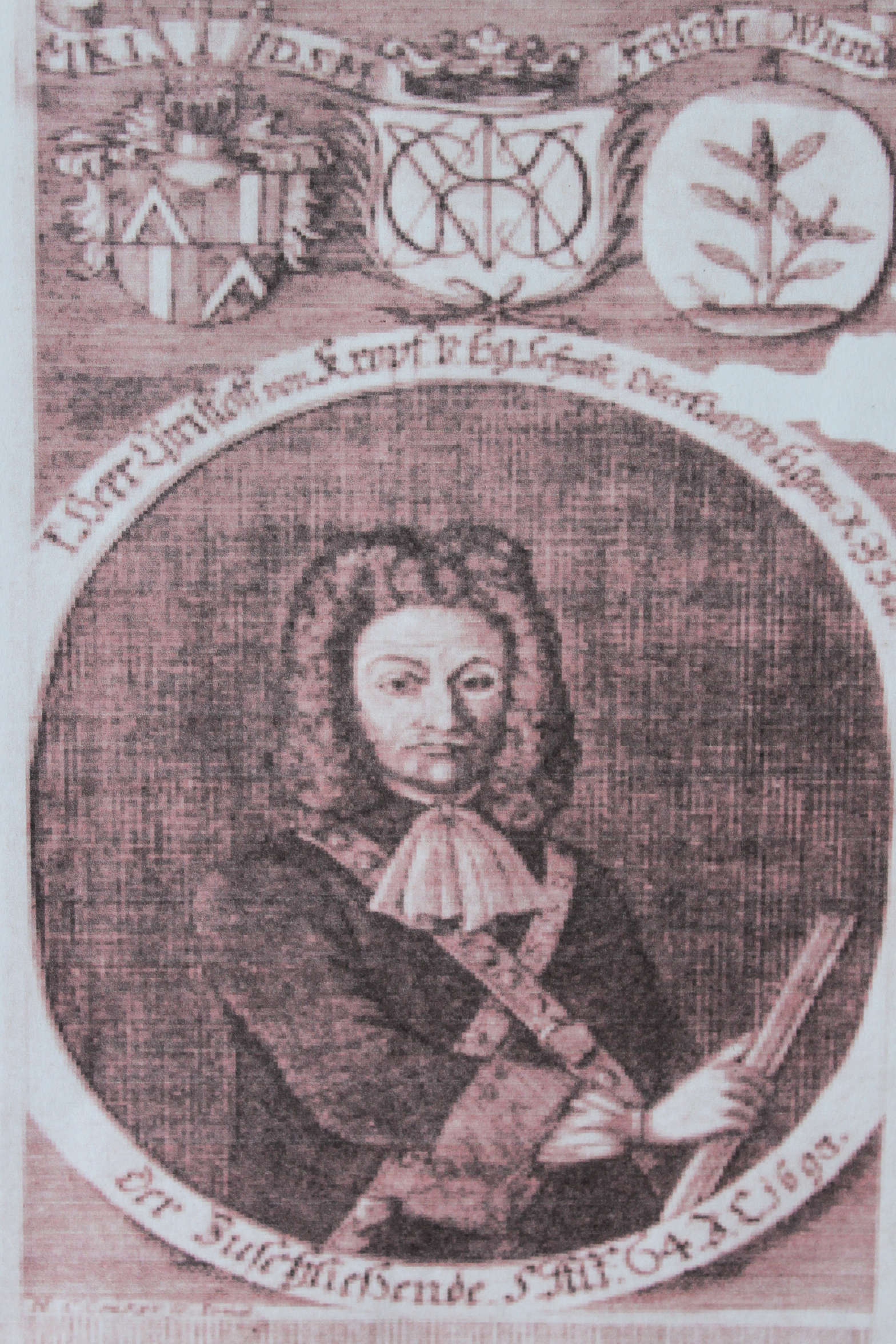
Christoph Sigismund von Kropff (1629–1693)
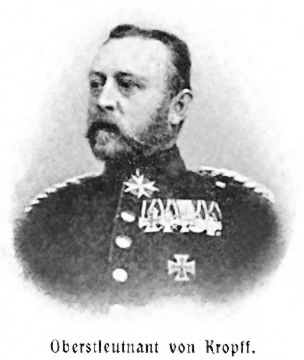
Paul von Kropff (1832–1898)